# Frégate multi-missions
Le programme de frégates multimissions (FREMM) est mené en coopération entre la France et l'Italie. Il a été lancé en 2005. Il constitue le programme phare du renouvellement de la composante de frégates de lutte anti-sous-marine (ASM) et d'action vers la terre (AVT) de la marine nationale française et de la marine italienne. Les FREMM sont développées et produites par Naval Group, maître du programme pour la France, et Fincantieri, maître du programme pour l'Italie. Le premier bâtiment, l'Aquitaine, est réceptionné par la marine française en novembre 2012. La marine italienne doit en armer dix (classe Bergamini), la marine nationale huit (classe Aquitaine), la marine égyptienne trois (un français et deux italiens) et la marine royale marocaine un.
L'Italie poursuit le développement des FREMM EVO, dont elle envisage d'acheter deux navires, portant le total à 12 FREMM.
En 2020, l'US Navy a sélectionné ce type de frégate pour son programme FFG(X). L’industriel italien Fincantieri a obtenu un contrat de 795 millions de dollars pour le premier navire de la classe Constellation pour répondre à un besoin futur estimé à 20 unités.
En 2021, la marine indonésienne a choisi les FREMM Fincantieri pour ses six nouvelles frégates mais, en mi-2024, le contrat n'est pas encore finalisé.

## Historique

### La1regénérationde frégates furtives françaises

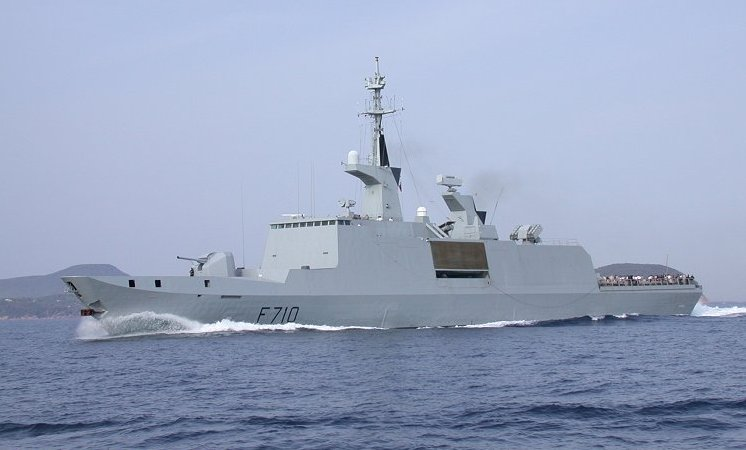
La frégate La Fayette (F710) et ses superstructures carénées et inclinées.

Les frégates françaises de la classe La Fayette sont souvent considérées comme les premiers bâtiments de surface furtifs. Créée et réalisée par la DCN, alors entreprise étatique (aujourd’hui Naval Group), cette classe de frégates a adopté pour sa coque des angles de 20° réduisant sa surface équivalente radar (SER), des superstructures diminuant les discontinuités ainsi qu'un recours à des matériaux absorbants tel le composite verre-résine (CVR), réduisant la signature infrarouge (SIR) mais résistant mal au vieillissement. Cinq exemplaires sont en service au sein de la Marine nationale française et quinze autres, qui en sont dérivés, au sein des marines de guerre taïwanaise, saoudienne et singapourienne.

### Premières ébauches (2000-2002)

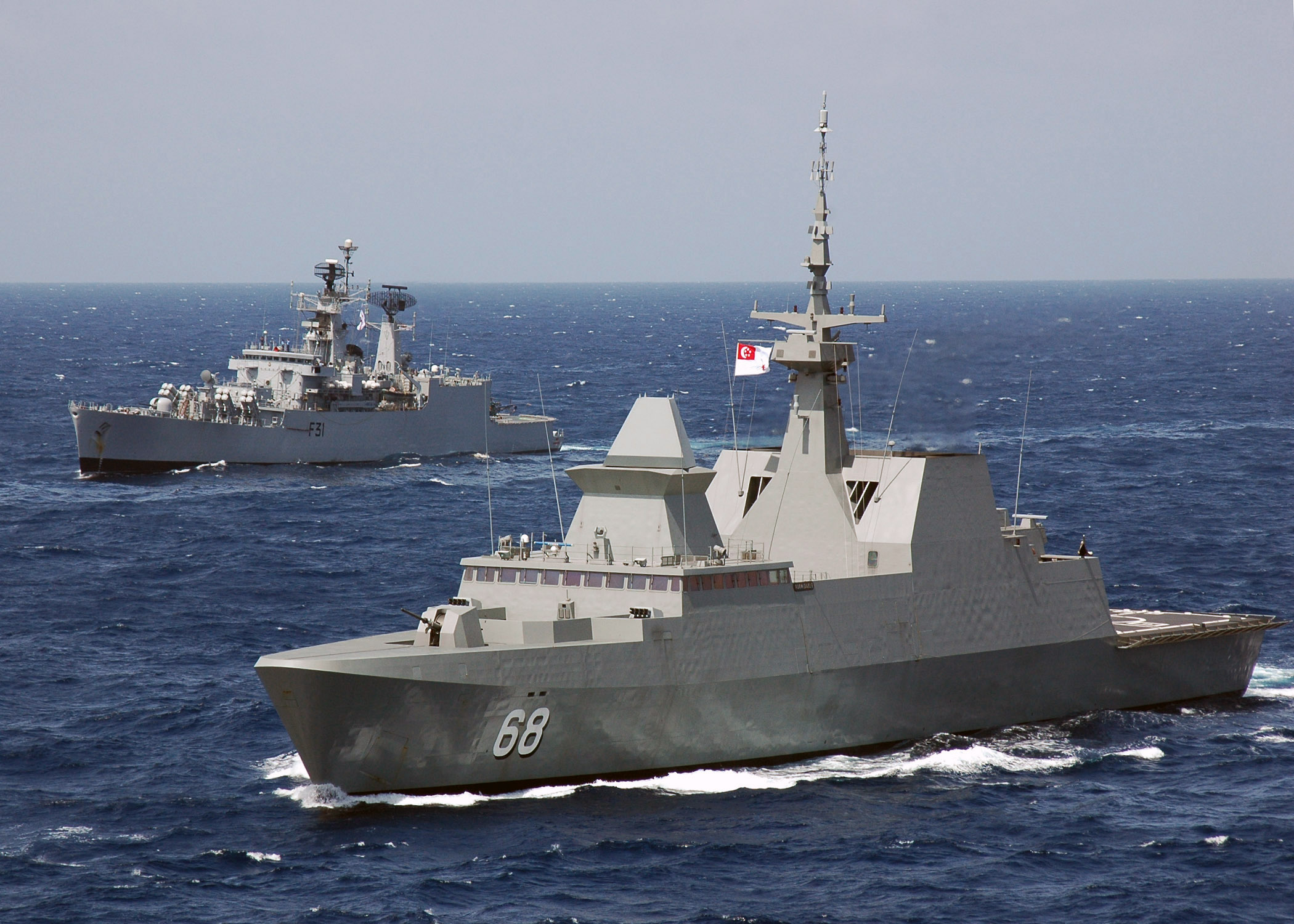
L'armement de la frégate singapourienne Formidable (au premier plan) se rapproche de celui des FREMM.

Si les frégates La Fayette sont peu armées (pour des raisons budgétaires, elles n'ont pas reçu le système SAAM antimissile prévu, mais il pourrait être embarqué si nécessaire), ce n'est pas le cas des Al Riyadh (Sawari II) saoudiennes ou des Formidable singapouriennes qui en sont dérivées. Les premières, commandées en 1997, voient le remplacement du missile Crotale et du radar de veille surface-air basse altitude DRBV-15 C par le système SAAM antimissile (2 × 8 missiles ASTER-15) couplé au radar tridimensionnel Arabel (équipant le porte-avions français Charles de Gaulle), la suppression du canon de calibre 100 mm au profit d'une tourelle de 76 mm, l'adjonction de tubes lance-torpilles et la possibilité d'embarquer deux (au lieu d'un) hélicoptères Panther. Les secondes, commandées en 2000 et qui ont tout des frégates multimissions (FMM), possèdent un radar tridimensionnel à balayage électronique passif Thales Herakles, une conduite de tir EADS Najir 2000 pour la pièce de calibre 76 mm permettant en outre une surveillance passive jour-nuit, des lance-leurres EADS Dagaie NG, un système de guerre électronique Rafael, qui visent à automatiser au maximum le bâtiment. Il est en effet doté d'un hélicoptère S-70 B Seahawk, de 86 marins (soit 95 de moins qu'à bord d'une frégate Al Riyadh et 80 de moins que pour une La Fayette).
Cette expertise est utilisée par la DCN (par la suite DCNS puis Naval Group depuis 2017) en 2000 pour proposer le projet SGX (puis Echo), décliné en SG1, SG2 et SG3. La formule SG1 ne navigue qu'à 25 nœuds et a une propulsion diesel-électrique, tandis que SG2 possède une propulsion combinée diesel et turbine à gaz (en anglais : Combined Diesel and gas, CODAG). Dès septembre 2001, DCNS se préoccupe de la réduction d'équipage à la façon des Al Riyadh et Formidable, d'une modularité augmentée et d'une réduction des coûts. Les études de faisabilité ayant été approuvées, le ministre de la Défense français Alain Richard lance le 30 avril 2002 le programme des frégates multimissions (FMM), qui prennent le nom de projet Alpha.

### L'Italie se joint au projet (2002)

#### Une coopération de longue date

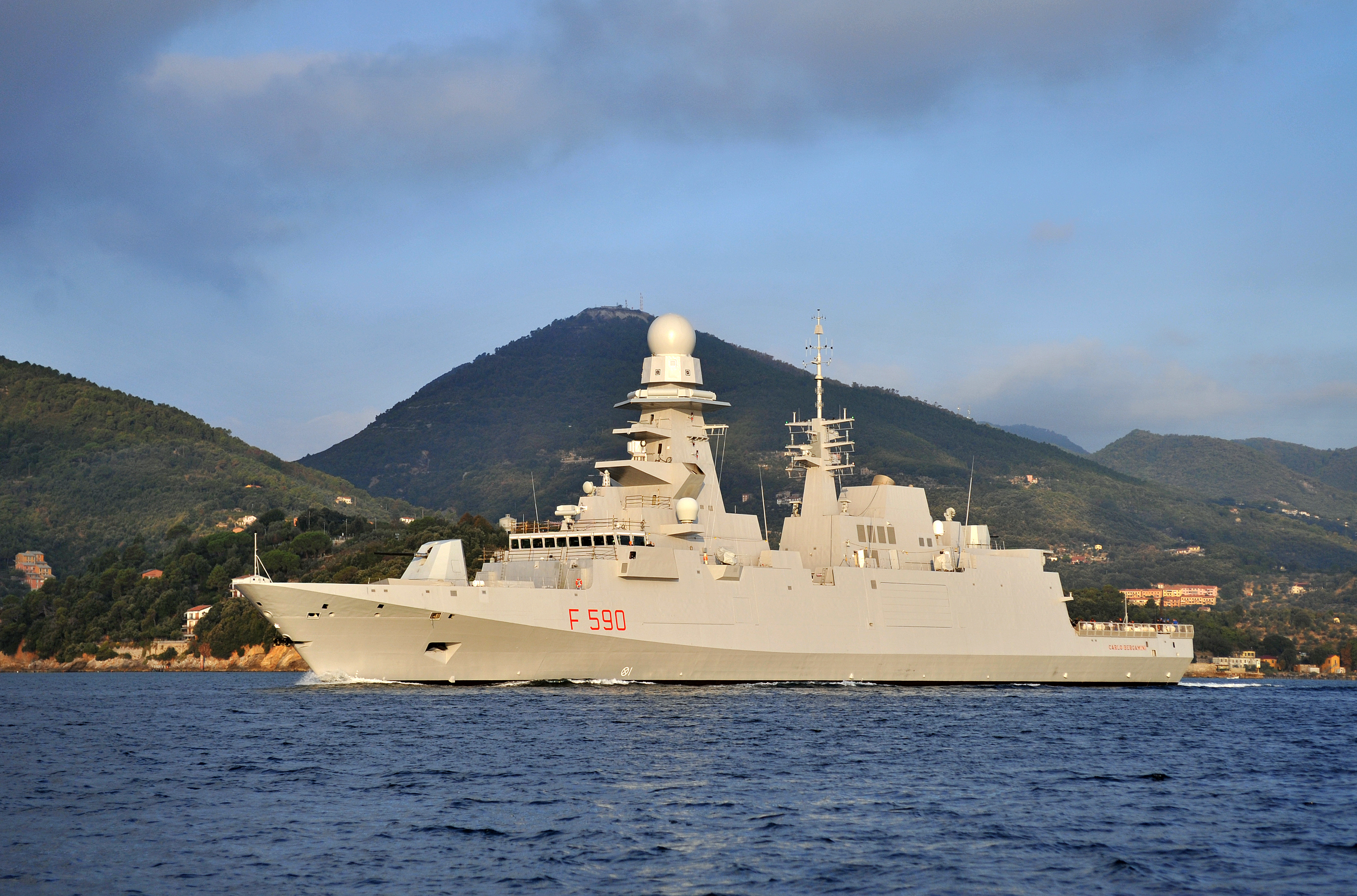
La frégate FREMM italienne Carlo Bergamini.

La coopération franco-italienne en matière d'armement naval est très active avec les programmes de frégates antiaériennes Horizon (1990), de torpilles légères MU90 (1991), d'hélicoptère NH90-NFH (1992), de système de détection antitorpilles SLAT (2000), etc. Elle est régie par l'accord du 8 novembre 1983 et s'articule autour d'un comité mixte présidé par la DGA française via le Service des programmes navals (SPN) et le Secrétariat général à la défense et le directoire national d'armement italien via la NAVARM. Le 7 novembre 2002, un accord est signé à Rome sur la mise en chantier par les deux pays de 27 FMM (17 pour la France et dix pour l'Italie), et dont les caractéristiques se précisent : déplacement d'environ 5 000 tonnes, missiles ASTER-15, torpilles légères MU90, hélicoptère NH90, équipage restreint. La phase de définition débute le 26 décembre 2002.

### Études (2003-2005)
Entre le projet français Alpha et le projet italien, il existe des différences notables, notamment au niveau des superstructures (mât unique ou pas, choix de la propulsion, etc). Sur la base d'une même plate-forme, France et Italie doivent trouver un compromis alors que la première nation a besoin d'une frégate d'escorte légère et peu rapide et la seconde d'un bâtiment plus fortement armé.

#### Propulsion
Après l'accord-cadre (ou MoU) du 16 juin 2003, en décembre 2003 les discussions entre Armaris et Orizzonte Sistemi Navali portent sur la propulsion, qui doit être « quasiment silencieuse » jusqu'à 14~15 nœuds. Deux options sont envisagées :
- la COmbined Diesel eLectric And Diesel (CODLAD) comprenant 2 moteurs diesels, 2 réducteurs, 4 diesels-alternateurs, 2 moteurs électriques, 1 embrayage par ligne d'arbre, 2 lignes d'arbre avec une hélice chacune à pales fixes ;
- la COmbined Diesel eLectric Or Gas (CODLOG) possédant 4 diesels-alternateurs fournissant l'électricité nécessaire aux évolutions à basse vitesse, tandis que la turbine à gaz est utilisée via un réducteur (1 entrée/2 sorties) pour les évolutions à grande vitesse. Cette formule est retenue mais sur les bâtiments italiens, un système COmbined Diesel eLectric And Gas (CODLAG) est préféré, pour une vitesse maximale plus élevée[réf. nécessaire].

Deux fournisseurs restent en lice :
- Rolls Royce plc avec une turbine MT-30 de 4e génération, déjà sur le marché, de 36 MW de puissance ;
- General Electric-Avio, avec une turbine trentenaire dont la version avancée LM 2500+G4 est encore à développer, et qui fournirait une puissance de 32 MW. Cette version, bien moins novatrice mais moins chère, est retenue. Ce choix aurait entraîné l'ire des responsables de Rolls Royce plc[note 1]. Qui plus est, les LM 2500+G4 obligent à une réduction de la vitesse maximale de 27.5 à 27 nœuds et « ne permettront pas de compenser, du fait de leur puissance insuffisante, une éventuelle prise de masse lors des futures modifications de ces bâtiments », masse déjà accrue par celle du radar Herakles (trois tonnes de plus que son concurrent l'EMPAR)[11].

#### Mâture unique et radar
Les industriels italiens restent inflexibles sur la présence de deux radars : un Alenia Aeronautica EMPAR tridimensionnel de veille air associé au système SAAM et un SPS-791 de veille surface[style à revoir]. De leur côté, les Français souhaitent conserver le radar 3D air-surface Thales Herakles utilisé sur les frégates Formidable et qui permet de se limiter à une mâture unique, dite « intégrée ». L'abandon, le 12 septembre 2005, à la veille du salon Defense Systems & Equipment international (DSEi) de Londres, de la mâture intégrée, si elle est une solution moins innovante, possède l'avantage de réduire les interférences électromagnétiques et favorise l'uniformisation. Par ailleurs, les coûts de recherche et développement de la mâture unique auraient été à la charge de DCNS, maître d'œuvre du programme, sans parler de la fabrication en plus petite série, qui aurait augmenté les coûts des FREMM.

#### La coupe change
Bien que début avril 2004, un accord de principe eût été trouvé sur la forme de la coque, le déplacement et la vitesse, il faudra attendre septembre 2005 pour que des vues d'artiste provisoires montrent les différences entre les projets français Alpha et italien. La coupe du navire a radicalement évolué vers une version intermédiaire « avec une reprise de la cassure sur les bords », le déplacement du lanceur des MM40 Exocet vers le centre du bateau libérant une plage avant plane jusqu'au bloc passerelle et une étrave effilée, à l'instar de celles des frégates Horizon, bref un stylisme classique.

## Partage industriel
Le 26 décembre 2002, les FMM, qui ont pris le nom de « Frégates européennes multimissions » (FREMM), voient la maîtrise d'œuvre confiée du côté français à DCNS et, côté italien, à Orizzonte Sistemi Navali, un consortium réunissant les chantiers Fincantieri et Finmeccanica, sous contrôle de l'Organisation conjointe de coopération en matière d'armement (OCCAr). Ce mode de coopération s’inspire des expériences tirées des programmes comme Horizon. Il est alors prévu une conception commune en amont, et l’achat en commun de la turbine, du système de stabilisation, du système de guerre électronique et du sonar. Ces matériels représentant environ 10 % du coût du navire, l’opération permet d’économiser à peu près un million d’euros par bâtiment. En 2013, Patrick Boissier, PDG de DCNS, indique que moins de 10 % du coût des études ont été mutualisés, et que, compte tenu des coûts supplémentaires des études spécifiques relatives aux plateformes différentes pour chaque pays, ainsi que du surcoût lié à la coordination, le montant économisé est ramené à une quinzaine de millions d’euros. En définitive, grâce à cette coopération, la France aura donc économisé environ 30 millions d’euros, soit à peine 1 % à 1,5 % du coût total du programme.
DCNS construit dans l'arsenal de Lorient les onze frégates. La tête de série, l'Aquitaine a été réceptionnée le 23 novembre 2012 par l'OCCAr au nom de la Direction Générale de l'Armement (DGA) conformément aux exigences contractuelles. Concernant les FREMM no 2 et 3, soient la Normandie et la Provence, Naval Group, (anciennement DCNS) Lorient, construit les parties arrière (tronçons 1 à 4). L'avant (tronçons 5 à 10) étant réalisé par Naval Group, (anciennement DCNS) Brest, et Naval Group (anciennement DCNS) Cherbourg. L'assemblage final est fait par Naval Group (anciennement DCNS) Lorient.

## Développement

### Problèmes de financement

#### Du côté français.
Le 25 octobre 2004, lors du salon Euronaval, Michèle Alliot-Marie, la ministre de la Défense française, et son homologue italien Antonio Martino signent un protocole d'accord définissant les caractéristiques techniques des bâtiments.
Évoqué dès l'été 2003 côté français, un « financement innovant » (leasing ou paiement à crédit) permettant de respecter la loi de programmation militaire 2003-2008 tout en repoussant le solde à payer à la prochaine loi de programmation est annoncé puis abandonné en 2005. En juin 2005, on parle déjà de l'abandon par la France des 2 autres bâtiments de la classe Forbin ; bien que la première commande des FREMM soit, elle, attendue pour septembre 2005, soit avec plus d'un an de retard en raison de problèmes budgétaires rencontrés en France et en Italie.
DCNS et les syndicats s'inquiètent en effet du ralentissement de certaines études et on parle de la mise sur cale de l'Aquitaine seulement au début de l'été 2007, occasionnant 500 000 heures à un million d'heures de travail perdues avec des conséquences pour les entreprises sous-traitantes.
Or, vu la durée des essais sur cette tête de série, la marine nationale risque de ne pouvoir réceptionner ce bâtiment avant 2012. DCNS, qui s'est engagée à limiter le prix des FREMM à 280 millions d'euros (contre 350 pour ses concurrents) rappelle qu'elle ne peut se permettre une réduction de l'effet de série (1½ navire par an).
Alors qu'initialement, le gouvernement français avait prévu de commander 17 frégates pour un coût de 6,5 milliards d'euros, le ministre de la Défense Hervé Morin annonce, le 9 octobre 2009, la révision du programme à seulement 8 bâtiments pour un coût de 7 milliards, soit une augmentation de 382 à 636 millions d'euros par unité. Chaque FREMM représente 3,2 millions d'heures de travail en France. Le prix unitaire d'une FREMM revient finalement à 670 M€.

#### Du côté italien
Les 10 frégates italiennes initialement prévues seront effectivement livrées, mais au fil des ans, leur nombre pourrait avoir diminué à 6.
Le contrat FREMM aurait dû être cosigné par la France et l'Italie lors du 24e sommet bilatéral à L'Élysée à Paris, le 4 octobre 2005. Mais au dernier moment, le projet n'est pas ratifié, malgré la présence du président de la République française Jacques Chirac et du président du Conseil italien Silvio Berlusconi. Selon Reuters, ce n'est qu'à leur arrivée à Paris que les ministres italiens de la Défense, de l'Industrie, et le ministre des Activités productives Claudio Scajola (lequel contrôle Fincantieri) se rendent compte que le contrat n'est pas financé dans le budget provisoire italien, alors que 400 millions d'euros (soit le coût d'une seule FREMM, au lieu des 3 milliards initialement promis pour 6 FREMM) auraient suffi à aboutir à une signature. Le 15 octobre 2005, les journaux informent que le gouvernement italien « a trouvé, via un complexe mécanisme de prêts garantis par le ministère de l'Industrie, les moyens nécessaires pour permettre à la marine italienne d'approuver le contrat », soit le financement pour 2,1 milliards d'euros des deux premières frégates, la Carlo Bergamini et la Carlo Margottini. Le 25 octobre 2005, le secrétaire du cabinet italien, Gianni Letta, annonce néanmoins un plan de paiements échelonnés, soit 150 millions d'euros sur la période 2006-2008 et un étalement du programme jusqu'en 2023, au lieu de 2017. Le même jour, dans une note transmise aux syndicats, à Fincantieri et aux ministères des Finances, de la Défense et de l'Industrie, il précise que l'amendement proposé au Sénat italien prévoit que « le programme recevra 30 millions d'euros par an pendant 15 ans à partir de 2006, 30 millions d'euros de plus par année à partir de 2007 et un maximum de 75 millions d'euros par an pendant 15 ans à partir de 2008 ».

#### Après trois ans de retard, un accord
Le coût total du programme FREMM s'élève à 8,25 milliards d'euros pour la construction des 17 frégates ASM et AVT. Le 16 novembre 2005 voit la notification de la 1re tranche du programme, qui est confirmée l'après-midi même à l'Assemblée nationale par le ministre de la Défense français Michèle Alliot-Marie puis le lendemain par les industriels. Elle couvre le développement, la construction et le maintien en condition opérationnelle (MCO) de 8 premières frégates (6 ASM et 2 AVT) durant 6 ans pour un montant de 4,19 milliards d'euros. À la même époque, après la confirmation de l'abandon des 3e et 4e frégates antiaériennes classe Forbin, on évoque leur remplacement par 2 FREMM DA (initialement nommées FREDA) dérivées des FREMM, mais qui viendraient amputer le programme de construction des 17 FREMM ASM et/ou AVT de 2 unités. Comme le signale le site Mer et Marine, « au passage, la marine perdrait deux nouveaux bâtiments de premier rang, ramenant son format à 24 frégates en 2020 (contre 41 frégates, avisos escorteurs et avisos il y a dix ans). » En septembre 2007, selon des sources concordantes,, la marine nationale se contenterait des 8 frégates déjà budgétées, puis éventuellement de 3 supplémentaires afin de financer le porte-avions 2. Le ministre de la Défense français, Hervé Morin, confirme le 12 octobre 2007 la 1re tranche commandée, mais ne se prononce pas sur les 2e et 3e tranches de 2011 et 2013 (3 ASM et 7 AVT pour un coût de 3,53 milliards d'euros), ni sur un étalement du programme déjà en cours puisque la 2e FREMM sera celle destinée à la marine royale marocaine (découpe de la 1re tôle prévue le 14 novembre 2008). Par ailleurs, l'amiral Pierre-François Forissier, chef d'état-major de la marine nationale, déclare en mai 2008 qu'« on n'arrivera pas à remplacer les frégates nombre par nombre ». En effet, le Livre blanc sur la Défense et la Sécurité nationale, publié le 17 juin 2008, entérine l'abandon des FREMM AVT et réduit le nombre de FREMM à 11. La 2e et dernière tranche de 3 frégates est prévue dans le budget 2009. Dans le même temps, le rythme de production est ralenti à un navire tous les 10 à 12 mois, au lieu d'une frégate tous les 7 mois. En mai 2015 le ministère de la Défense annonce qu'il n'y aura pas de commande des 3 dernières FREMM ASM, qui seront remplacées par une commande de 5 frégates d'un type nouveau (FTI : Frégate de taille intermédiaire). Les 2 FREMM DA seront équipées d'un nouveau radar à antenne active extrêmement puissant dans la détection des aéronefs, drones et missiles antinavires, et les missiles de croisière MdCN seront remplacés par 16 ASTER-30 en complément des 16 ASTER-15.
Le programme initial prévoyait donc la réalisation de 17 FREMM de deux types : ASM (action sous-marine) et AVT (action vers la terre). Finalement, seules 6 FREMM ASM (action sous-marine) et 2 FREMM DA (défense aérienne) ont été commandées.

## Caractéristiques (classe Aquitaine) France
- Longueur : 142,2 m[1]
- Bau (Largeur) : 19,8 m[1]
- Tirant d'eau : 4,2 m
- Tirant d'air : 41 m
- Déplacement : 4 800 t lège, soit 6 000 à 6 300 t à pleine charge
- Équipage de 108 membres[1] plus 16 pour l'hélicoptère NH90 Caïman et 15 pour le groupe de fusiliers marins[27] logés dans des chambres T1 (une personne pour les officiers), T2 (deux personnes pour les officiers mariniers supérieurs) T4 (quatre personnes pour les officiers mariniers et matelots), avec sanitaires individuels[28].
- Un sonar de coque UMS-4110 qui émet des ondes à basse fréquence indispensable en zones littorales à faible fond.
- Une suite sonar Captas 4, constituée d'un sonar remorqué à immersion variable (VDS) de type UMS-4249, une antenne linéaire et un corps remorqué, appelé « poisson » qui intègre un sonar constitué de quatre anneaux de céramique. Le système génère des ondes ATBF et peut plonger à 300 mètres pour permettre de couvrir un très grand volume d’eau sur une portée extrêmement importante pouvant atteindre 150 km lorsque les conditions sont idéales selon la déclaration de l’amiral Morio de l’Isle (ALFOST), lors d’une audition en juin 2019 devant la commission de la Défense de l’Assemblée nationale. La puissance du CAPTAS 4 permet d'envoyer l'hélicoptère Caïman marine dans une zone alors que la frégate travaille de manière indépendante dans une autre zone ce qui n'était pas possible avec l'ancien couple frégate de la classe Georges Leygues et de hélicoptères Lynx qui devaient travailler sur une même zone.
- Un radar Herakles de Thales antenne à balayage électronique deux axes fonctionnant en bande S, dont la portée est d’environ 250 kilomètres contre les avions et qui assure la détection, l’acquisition et la poursuite de tout type de cible, y compris les missiles furtifs très manœuvrants et les missiles antiradiation (ARM), même dans des conditions sévères de contremesures et de brouillage.
- Un système de surveillance panoramique électro-optique Artemis, développé par Thales situé dans le mât principal de la frégate et qui fournit des images stables sur 360 degrés en haute résolution quelles que soient les conditions de mer. Il est doté de trois senseurs et de caméras infrarouges à ondes moyennes, l’Artemis est capable de détecter et de poursuivre la signature IR d’un navire de surface ou d’un aéronef à basse altitude, contribuant ainsi à l’autoprotection de la frégate, notamment contre les menaces asymétriques.
- Un système d’interception de communications (COMINT/C-ESM).
- Un système de détection radar (R-ESM) passif qui repère, caractérise et identifie les émissions radar provenant d’aéronefs, de bâtiments de surface, de stations terrestres ou encore d’autodirecteurs de missiles.
- Deux brouilleurs R-ECM (Radar Electronic Counter Measure) de Sigen pour neutraliser les autodirecteurs des missiles assaillants, et effectuer du brouillage de zone afin de neutraliser les systèmes côtiers de surveillance.
- Deux lance-leurres NGDS (New Generation Dagaie System) de Safran Electronics & Defense équipés de la dernière génération de leurres développée par Étienne Lacroix, dont la gamme SEACLAD, intégrant des leurres électromagnétiques structuraux ainsi que des leurres infrarouges morphologiques et spectraux adaptés aux autodirecteurs des missiles les plus récents.
- Un système anti-torpille Contralto et deux lance-leurres Canto-V de Naval Group de douze tubes chacun, conçus pour répondre à la menace des torpilles de nouvelle génération.
- Le système de communication satellitaire Syracuse III.
- Autonomie de 45 jours et 6 000 milles à 15 nœuds.
- Propulsion mixte CODLOG (acronyme COmbined Diesel-eLectric Or Gas en anglais) avec 1 turbine à gaz de 32 MW ( General Electric - Avio LM2500 et 2 moteurs électriques de 2,2 MW chacun fourni par Jeumont Electric (entreprise achetée en 2024 par Naval group et Framatome)[29].
- Générateur électrique de 4 × 2,1 MW MTU de la série 4000 couplés à un alternateur, répartis par paire dans deux compartiments séparés, afin que la moitié de la puissance reste disponible en cas d’accident ou d’avarie dans l’un des compartiments. Les générateurs alimentent les deux moteurs électriques. La frégate peut encore naviguer à plus de 12 nœuds avec seulement deux générateurs.
- Un propulseur de secours, azimutal et rétractable, de 1,8 MW fourni par Brunvoll, qui sert pour les manœuvres portuaires et peut, en cas d’indisponibilité de la propulsion principale, faire naviguer le bâtiment à 6 nœuds même si la mer est mauvaise.
- Un pont et un hangar long de 18 mètres, large de 12.5 mètres pour un hélicoptère NH90 Caïman marine et un drone aérien.

La propulsion électrique, très discrète, et économique en carburant (500 litres par heure à 10 nœuds), est utilisée jusqu'à 16 nœuds pour la chasse au sous-marin, la turbine à gaz est mise en action au-delà, jusqu'à la vitesse maximale du navire qui est 27,5 nœuds et consommation de l’ordre de 7 000 litres de gas-oil par heure.

### Armement

#### Armement mer-sol
Il est composé de seize missiles de croisière navals (MdCN) en silos du système de lancement vertical embarqué (acronyme SYLVER) A-70. Cette arme, d'une portée de 1 000 km avec une précision de l'ordre du mètre, est dotée d'une charge explosive de 250 kg. Elle est optimisée contre les cibles durcies et très protégées, et donne à la marine nationale une nouvelle dimension stratégique, lui permettant de détruire des cibles de grande valeur (postes de commandement, infrastructures de communication ou d'énergie, etc.) à grande distance, à partir d'une plate-forme rapide, réduite et discrète. Il a été commandé à 200 exemplaires par la DGA à MBDA, 50 en 2006 et 150 en 2009. Ils sont destinés aux 6 FREMM ASM, dont la frégate Languedoc qui est le premier bâtiment français à mettre en œuvre le MdcN, et aux nouveaux sous-marins nucléaires d'attaque (SNA) de la classe Suffren en cours de construction.
En outre, les missiles Exocet MM40 Exocet block 3/3c  qui équipent toutes les FREMM sont dotés d'une capacité nouvelle de frappe terrestre jusqu'à 180 km (block 3) et 200 km (block 3c) sur des cibles en zone littorale avec guidage GPS.

#### Armement mer-air
Les quatre premières FREMM ASM sont équipées de 16 missiles Aster 15 en silos (acronyme SYLVER A-43) pour les luttes antimissile supersonique ou anti-aéronef. La cinquième FREMM ASM Normandie, et la sixième Bretagne sont armées de 16 missiles Aster 15  ou Aster 30 en silos (SYLVER A-50).
Les FREMM DA sont en plus dotées de 16 missiles Aster 30 en silos (acronyme SYLVER A-50) à la place des MdCN et d'un radar plus puissant en mode aérien. Une option consiste à installer trois silos du SYLVER A-35 à bâbord du hangar à hélicoptères, ajoutant ainsi 24 Mica VL (option proposée à la Grèce). Deux postes avec des optiques de désignation d'urgence à vue SOFRESUD Quick Pointing Device (« QPD ») permettent la protection du navire en dernier recours.

#### Artillerie
Les FREMM françaises sont équipées d'une tourelle armée d'un canon de calibre 76 mm OTO-Melara compact SR dont la cadence de tir est de 120 coups/min, avec conduite de tir optronique FCS NAJIR MM de Safran Electronics & Defense. Ceci complétera l'armement antiaérien (possibilité d'effectuer des tirs sur cibles navales et terrestres). Les deux mitrailleuses de calibre 12,7 mm seront ultérieurement remplacées par des canons de 20 mm téléopérés Narwhal, produits par NEXTER.

#### Lutte anti-sous-marine
Pour la détection par grand fond, elles disposent d'un sonar CAPTAS 4 (version 4249 à quatre anneaux), installé sous la plateforme hélicoptère, remorqué, et à immersion variable jusqu'à 300 m de profondeur (en anglais : « Variable Depth Sonar », ou VDS), une technologie pour laquelle les compétences des industriels français sont mondialement reconnues. En 2016, CAPTAS est le seul sonar actif à basse fréquence à immersion variable en service auprès des forces navales de l’OTAN et des grandes marines dans le monde,. L'avantage du sonar CAPTAS 4 est que l'on peut faire varier son immersion en fonction de la bathythermie (salinité, température et pression de l'eau), qui influe beaucoup sur la propagation des ondes sonores, et éviter ainsi qu'elles ne se réfléchissent sur les séparations entre les différentes couches thermiques de l'eau. Ce sonar permet de surveiller un volume d'eau bien plus important comparé au sonar de coque UMS 4110 CL, qui reste toutefois indispensable en zone littorale, peu profonde, là où le CAPTAS 4 ne peut être utilisé.
Le sonar CAPTAS 4 émet des ondes actives à très basse fréquence sur de longues portées. Ses quatre anneaux en céramique sont intégrés à un corps remorqué et une antenne linéaire déployée indépendamment permettant l'écoute. Le CAPTAS 4  détermine instantanément d'où proviennent les bruits, même lorsque le nombre de signaux est très important. Sa portée de détection dépasse les 100 km, ce qui constitue une valeur record. Ses quatre anneaux ont une puissance accrue en comparaison des versions CAPTAS 2 et 1. Les triplets d'hydrophones présents dans l'antenne linéaire remorquée (ALR) lèvent immédiatement l’ambiguïté droite-gauche, ce qui représente un atout majeur dans la détection de torpilles. Le CAPTAS 4, qui pèse 36 tonnes, s’appuie sur un système de treuil conçu pour supporter de fortes contraintes, et permettant à la frégate de virer sonar trempé à une vitesse (confidentielle) très élevée. Ceci autorise des manœuvres évasives face à une torpille adverse.
Il ne faut que quatre personnes afin d'exploiter le CAPTAS-4 et une seule pour le mettre à l’eau en 15 minutes, contre 15, et 6 en 1 h 15 sur les précédentes frégates ASM Georges Leygues).
Ce système est combiné avec le sonar trempé FLASH, les bouées acoustiques et les torpilles MU90 de l'hélicoptère embarqué Caïman Marine (NH90) de lutte ASM, permet d'augmenter de manière importante la zone de surveillance par rapport aux frégates ASM de la génération précédente, qui étaient équipées d'hélicoptères Lynx. De plus, cela vis-à-vis de sous-marins silencieux, qu'ils soient conventionnels ou nucléaires, en particulier dans le cadre de la protection d'un groupe aéronaval, de pistage à longue distance ou de surveillance d'une zone d'intérêt stratégique.
Les frégates seront équipées de quatre tubes lance-torpilles pour MU90 Impact, avec 19 munitions en soute.
La FREMM peut selon les circonstances effectuer des émissions de veille intermittentes, plus ou moins puissantes et espacées, afin de rester discrète. Ou au contraire fait émettre « plein pot » et en continu ses sonars. Une tactique employée en situation de défense afin de « blanchir » une zone et dissuader un sous-marin de s’en approcher. La frégate peut aussi réaliser des émissions de brouillage, « pour saturer les sonars du sous-marin et essayer de lui imposer un comportement, le contraindre, gêner ses capacités de détection pour l’amener dans une zone favorable à nos senseurs ». L'officier de lutte anti-sous-marine peut aussi mettre en place des « piquets » passifs ou actifs via certains bâtiments de la force et les aéronefs disponibles. Un barrage de bouées déployé par un Atlantique 2, conjugué aux émissions actives de plusieurs navires, peut par exemple servir à rabattre le sous-marin dans un secteur souhaité, où il sera plus facile à trouver. Et où, éventuellement, une frégate se tient silencieuse, prête à le surprendre.
Le commandant Bossu de la frégate Auvergne déclare « Contre une FREMM, un sous-marin performant a encore ses chances, même si elles se sont sensiblement réduites par rapport à des frégates d’ancienne génération dépourvues d’un VDS comme le CAPTAS 4. Mais, contre deux bâtiments de ce type avec leurs NH90, les chances se réduisent considérablement et, si on y ajoute des avions de patrouille maritime, la mission du sous-marin deviendrait quasiment impossible. ». Le capitaine de vaisseau Jean-Pierre Helluy, officier programme FREMM à l’état-major de la Marine déclare « L’arrivée des FREMM représente un saut qualitatif majeur et unique au monde pour la lutte anti-sous-marine. Nous avons déjà mesuré ce saut technologique et nous continuons d’en mesurer les effets avec maintenant une génération de marins formée sur ces bâtiments. Les retours opérationnels sont impressionnants, nous sommes réellement au premier rang mondial dans le domaine de la lutte sous la mer et, avec le couple FREMM/NH90, nous sommes même devant les autres ».

#### Armement mer-mer
L'armement antinavire principal de ces bâtiments sera composé de 8 missiles MM40 Exocet block 3/3c. Il s'agit d'un missile antinavire à longue portée (supérieure à 180 km pour le block3 et à 200 km pour les block3c) d'une masse de  740 kg. Il est propulsé par un turboréacteur Microturbo TRI 40 et possède une conduite de tir ITL B3. Doté d'un récepteur GPS, ce missile sera apte à frapper des navires de surface, mais également à effectuer des frappes dites « littorales », c'est-à-dire qu'il pourra détruire des navires ennemis au mouillage, mais également détruire des installations terrestres côtières ou portuaires. Les FREMM italiennes utiliseront 4 missiles Teseo Otomat Mk2 pour la lutte antisurface, les 4 autres emplacements étant réservés à la version anti-sous-marine Milas.
L'hélicoptère embarqué Caïman Marine (NH90) permettra également de conduire le tir des missiles Exocet très au-delà de l'horizon, jusqu'à une distance de 180 km.

### Capacités aéronautiques
Le pont d'envol mesure 26,5 m sur 18,5 m, et le hangar 18 × 12,5 m. Les frégates embarqueront un hélicoptère Caïman Marine (NH90). Elles ont cependant la capacité d'accueillir d'autres hélicoptères de l'OTAN, de type Merlin, Cougar, Panther ou Caracal, ainsi que divers drones aériens. Le grand hangar permet d'accueillir au moins deux aéronefs.

### Aide à la navigation
La frégate Aquitaine est équipée de deux centrales inertielles de navigation SIGMA 40 produites par Sagem.

### Arrêts techniques
Un grand carénage de six mois est prévu tous les 10 ans et des périodes d’entretien courant pouvant être limitées à 2 mois tous les 3 ans.

## Caractéristiques (Classe Bergamini) Italie
- Longueur : 144 m
- Bau (Largeur) : 19,7 m
- Tirant d'eau : 5,1 m
- Tirant d'air : 41 m
- Déplacement : 4 800 t lège, soit 6 500 t en pleine charge
- Équipage de 145 membres.
- Autonomie 45 jours
- Propulsion mixte CODLOG (abréviation anglaise de Combined diesel-electric and gas) avec 1 turbine à gaz de 32 MW et 2 moteurs électriques de 2,2 MW chacun
- Générateur électrique de 4 x 2,1 MW DD/GG
- Un pont et un hangar pour deux hélicoptères NH90 ou un EH101 et un  NH90.

La propulsion électrique, très discrète, est utilisée jusqu'à 16 nœuds pour la chasse au sous-marin, la turbine à gaz est mise en action au-delà, jusqu'à la vitesse maximale du navire qui est de plus de 30 nœuds.
Deux versions étaient initialement prévues : usage général (General Purpose, G.P. en anglais) et lutte anti-sous-marine (Anti Submarine Werfare, A.S.W. en anglais). Avec la vente de deux navires italiens à l’Égypte, la Marina Militare en recevra deux autres aux caractéristiques hybrides, appelés 'A.S.W. Enhanced' en anglais, puis deux en version anti-sous-marine évoluée (nommée EVO).

### Armement

#### Armement mer-sol
Les FREMM italiennes sont préparées mais non équipées de deux modules du système de lancement vertical embarqué (acronyme Sylver en anglais) A-70 supplémentaires, qui peuvent également disposer de missiles pour des frappes terrestres en profondeur. La marine italienne développe le missile Teseo Mk2-E qui, en plus des capacités antinavires, possède également des capacités d'attaque terrestre, à installer au centre du navire.
Le canon de calibre 127 mm est équipé de munitions VULCANO avancées, qui peuvent avoir une portée maximale d'environ 70 à 80 km. L'Italie signera probablement une lettre d'intention avec la France d'ici 2023 pour l'acquisition de missiles longue portée MdCN. Reste à savoir si ces armes seront prioritaires pour les futurs sous-marins U-212 NFS et destroyers DDX À l'avenir. Cependant, la marine italienne a également l'intention d'acquérir des missiles FNAM/FNC.

#### Armement mer-air
Les FREMM italiennes sont équipées de 16 missiles Aster 15 ou 30 en silos (Sylver A-50) composant le système antimissile SAAM.

#### Artillerie
Les FREMM italiennes sont équipées de deux tourelles armées d'un canon de calibre 76 mm OTO-Melara compact SR dont la cadence de tir est de 120 coups/min, avec conduite de tir optronique NA-25 XP, qui complète l'armement antiaérien (possibilité d'effectuer des tirs sur cibles navales et terrestres). Grâce aux munitions STRALES, les canons de 76 mm ont une valeur CIWS concrète et également contre les petits bateaux rapides et très manœuvrants.
Deux canons légers de calibre 25 mm sont utilisés contre les petits bateaux. L'adoption des systèmes LRAD est en cours d'évaluation sur certaines FREMM italiennes.
Les FREMM de lutte ASM italiennes sont équipées d'une tourelle armée d'un canon Oto-Melara de calibre 127 mm en plus de celle de 76 mm.

#### Lutte anti-sous-marine
Le système de lutte anti-sous-marine est identique à celui des FREMM françaises aux exceptions suivantes :
- deux lanceurs triples de torpilles MU90 Impact contre quatre tubes lance-torpilles pour MU90 Impact sur les FREMM françaises, et de quatre torpilles aéro-propulsées MILAS à la place de quatre missiles mer-mer ;
- quatre missiles anti-sous-marins Milas à la place des missiles antinavires cinq à huit des FREMM françaises.

#### Armement mer-mer
L'armement antinavire principal des FREMM italiennes est constitué de 8 missiles Teseo Otomat Mk2 pour la lutte antisurface au lieu de huit missiles Exocet MM-40 Block 3/3c sur les FREMM françaises.
L'hélicoptère embarqué (NH90) permettra également de conduire le tir des missiles Otomat Mk2 très au-delà de l'horizon, jusqu'à une distance de 180 km. Il est également prévu d'armer les NH-90 de missiles Marte-ER.

### FREMM EVO
Commandée en deux exemplaires en aout 2024, cette version anti-sous-marine voit son système de gestion technique mis à jour ainsi que le système de combat (SADOC 4 de Leonardo) afin d’optimiser la cyberdéfense et elle aura la capacité de gérer des systèmes de drones aériens, de surface et sous-marins. Elle sera équipée d’un radar double bande à huit panneaux fixes conçu par Leonardo, et l’équipement de guerre électronique provient des patrouilleurs de la classe Thaon di Revel. L'armement consiste en seize cellules pour missiles Aster, huit lanceurs antinavires et deux tourelles de calibre 76 mm.

## Opérations

### Syrie
Dans la nuit du 13 au 14 avril 2018, deux des trois FREMM de la Marine nationale (l'Aquitaine et la Languedoc) lancent le missile de croisière naval (MdCN) contre un complexe militaire syrien abritant des armes chimiques lors de l'opération Hamilton. Il s'avère que seuls les trois missiles de croisière armés par la Languedoc ont pu partir, les trois prévus par l'Aquitaine ayant rencontré une difficulté technique. Ce raid est la première utilisation opérationnelle de ce missile. Une troisième FREMM (l'Auvergne) complétait le dispositif naval.

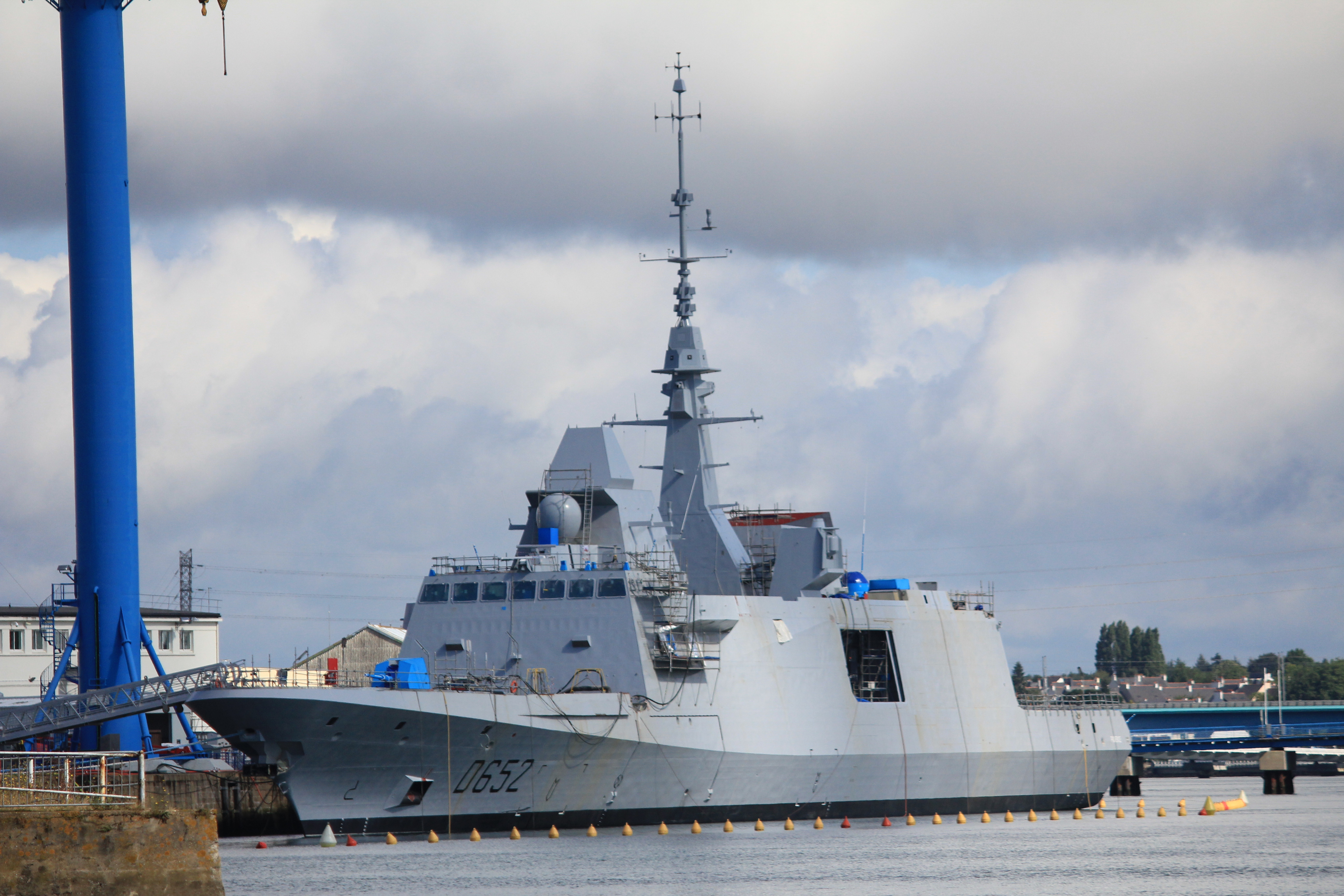
La Provence à Lorient.

### Le «Hook’em Award»
Le 1er février 2023, la marine nationale a annoncé que les frégates multimissions « Auvergne », « Bretagne », « Languedoc » et « Provence » avaient reçu le « Hook’em Award », un prix décerné tous les ans par la 6e flotte de l’US Navy aux unités de l’Otan s’étant particulièrement distinguées dans le domaine de la lutte anti-sous-marine.

## Utilisateurs

### Marine nationale
La marine a acquis six frégates à vocation anti-sous-marine pour remplacer les dix frégates anti-sous-marine de classe Tourville (trois type F67) et de classe Georges Leygues (sept type F70), et deux frégates à vocation antiaérienne pour remplacer les deux bâtiments de classe Cassard (type F70 AA). L'ordre actuel des noms de ces navires a été changé en décembre 2010, puis en 2015 à la suite de la vente du Tahya Misr à l’Égypte.
| Nom       | N°   | Version | Construction     | Lancement         | Réception        | Mise en service  | Chantier naval       | Port d'attache |
| --------- | ---- | ------- | ---------------- | ----------------- | ---------------- | ---------------- | -------------------- | -------------- |
| Aquitaine | D650 | ASM     | 16 mars 2007     | 4 mai 2010        | 23 novembre 2012 | 2 décembre 2015  | Naval Group, Lorient | Brest          |
| Provence  | D652 | ASM     | 15 décembre 2010 | 18 septembre 2013 | 12 juin 2015     | 9 juin 2016      | Naval Group, Lorient | Toulon         |
| Languedoc | D653 | ASM     | 30 novembre 2011 | 12 juillet 2014   | 16 mars 2016     | 4 juillet 2017   | Naval Group, Lorient | Toulon         |
| Auvergne  | D654 | ASM     | août 2012        | 2 septembre 2015  | 11 avril 2017    | 14 février 2018  | Naval Group, Lorient | Brest          |
| Bretagne  | D655 | ASM     | octobre 2013     | 16 septembre 2016 | 18 juillet 2018  | 20 février 2019  | Naval Group, Lorient | Brest          |
| Normandie | D651 | ASM     | 2014             | 1er février 2018  | 16 juillet 2019  | 3 juin 2020      | Naval Group, Lorient | Brest          |
| Alsace    | D656 | DA      | juin 2016        | 18 avril 2019     | 16 avril 2021    | 22 novembre 2021 | Naval Group, Lorient | Toulon         |
| Lorraine  | D657 | DA      | mai 2019         | 13 novembre 2020  | 16 novembre 2022 | 13 novembre 2023 | Naval Group, Lorient | Toulon         |

### Marine italienne

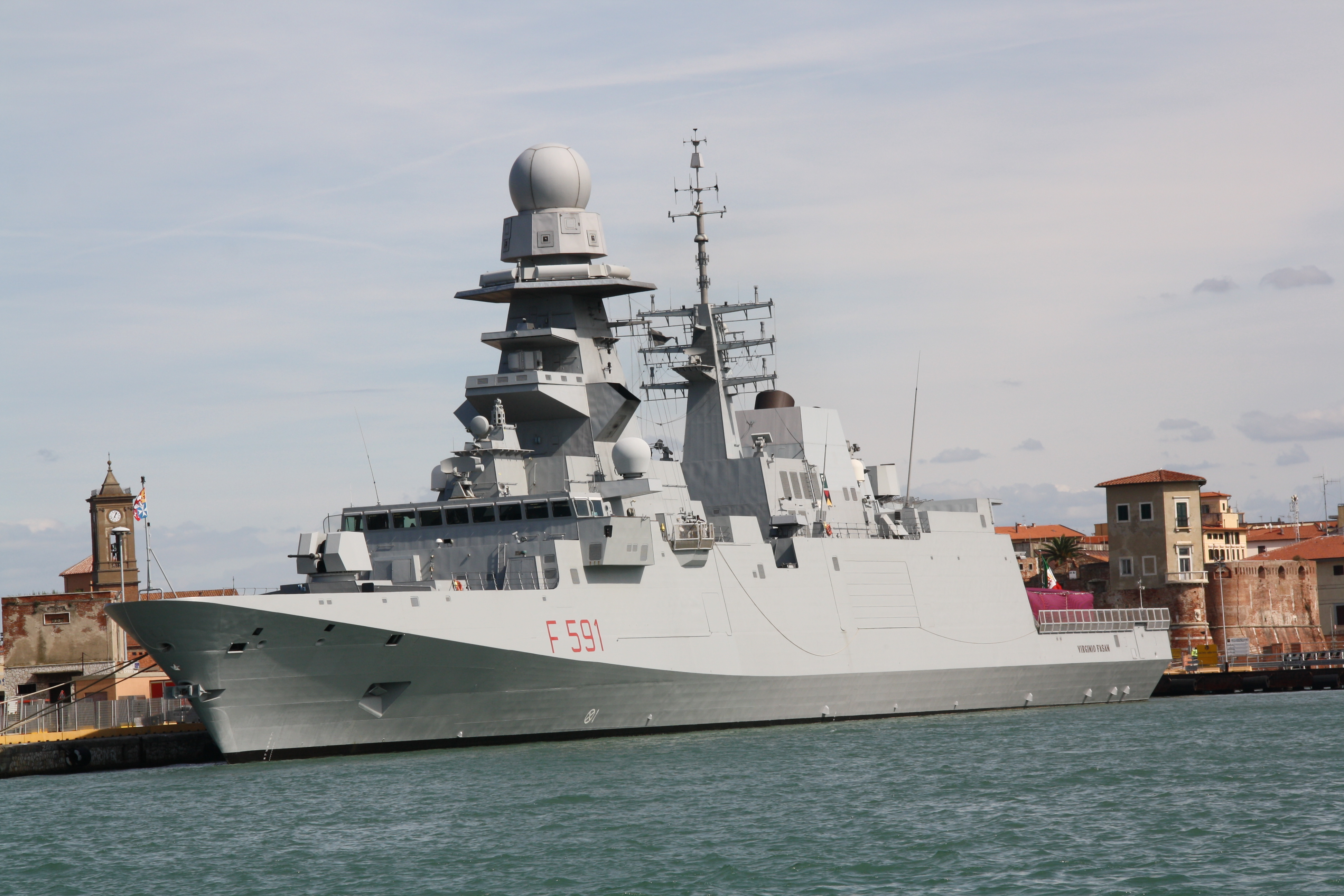
Le Virginio Fasan (F591).

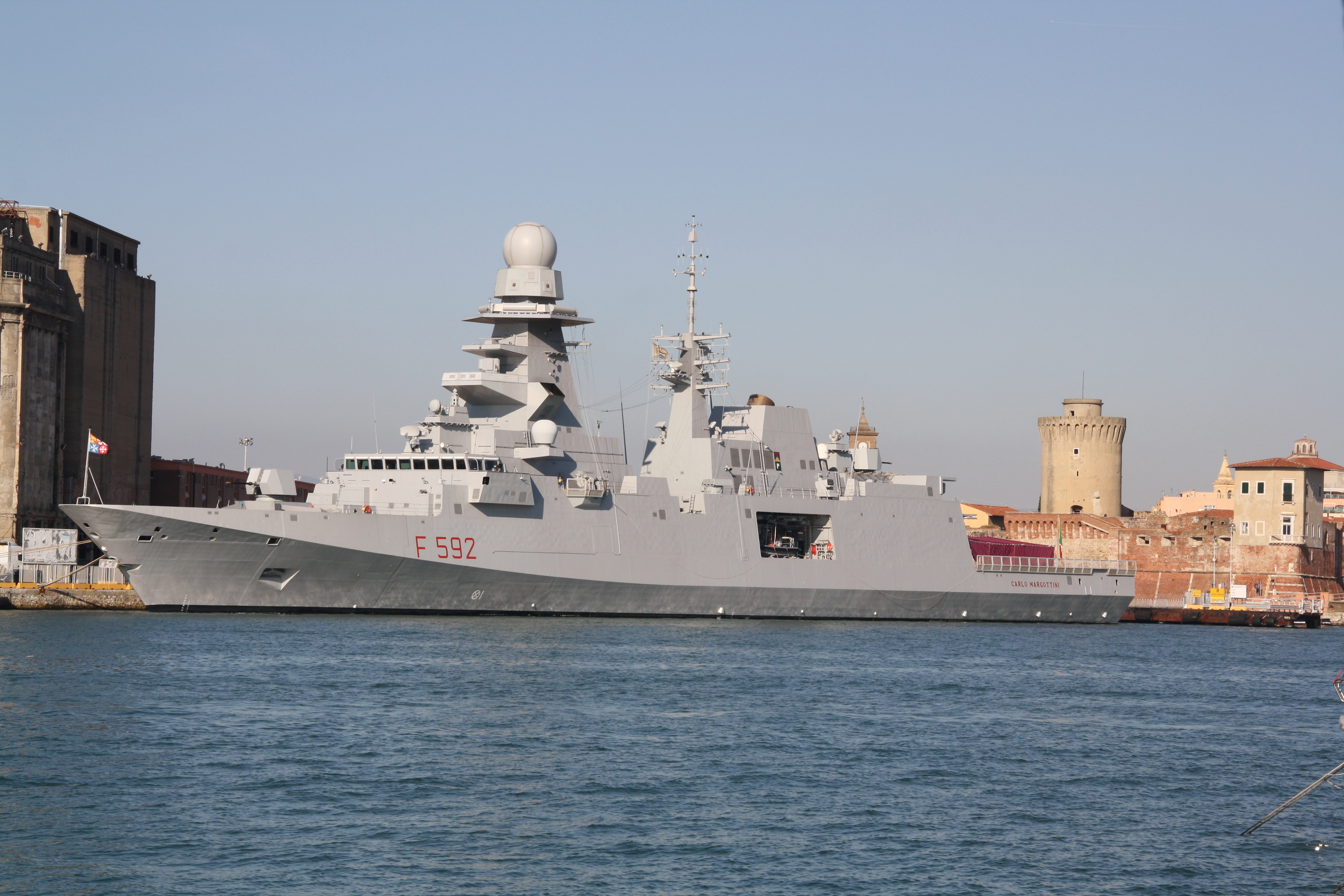
Le Carlo Margottini (F592).

L'Italie a construit quatre frégates à vocation anti-sous-marine et six frégates d'emploi général, nommées classe Bergamini,. En 2020, les deux derniers navires de la classe, le Spartaco Schergat (F598) et l'Emilio Bianchi (F599), sont vendus à l'Égypte. Ils sont livrés le 31 décembre 2020 et le 16 mars 2021. Ces deux navires sont en version hybride GP/ASW, et rebaptisés respectivement Al-Galala (en) et Bernees (en). Deux nouvelles frégates les remplacent pour l'Italie et reprennent le nom des unités vendues, l'ITS Spartaco Schergat et l'ITS Emilio Bianchi.
En aout 2024, l'Italie commande deux navires d'un nouvelle version, la FREMM EVO, en plus des dix déjà en service. La découpe de la première tôle a lieu en avril 2025 et elle sera livrée en 2029, la deuxième en 2030. Le contrat de 15 milliards d’euros pour Orizzonti Sistemi Navali [OSN] (Fincantieri 51 % ; Leonardo 49 %) a été conclu avec l’OCCAR. Cependant le nombre de FREMM pour la Marina Militare est toujours fixé à dix, et en janvier 2025 Rome a mis en vente les Carlo Bergamini et Virginio Fasan, suscitant l'intérêt de la Grèce.
| Nom                    | N°   | Version | Construction     | Lancement        | Mise en service   | Chantier naval            | Port d'attache |
| ---------------------- | ---- | ------- | ---------------- | ---------------- | ----------------- | ------------------------- | -------------- |
| Carlo Bergamini        | F590 | GP/LA   | 4 février 2008   | 16 juillet 2011  | février 2013      | Fincantieri, Riva Trigoso | La Spezia      |
| Virginio Fasan         | F591 | ASW     | 12 mai 2009      | 31 mars 2012     | août 2013         | Fincantieri, Riva Trigoso | La Spezia      |
| Carlo Margottini       | F592 | ASW     | 21 avril 2010    | 29 juin 2013     | février 2014      | Fincantieri, Riva Trigoso | La Spezia      |
| Carabiniere            | F593 | ASW     | 6 avril 2011     | 29 mars 2014     | 28 avril 2015     | Fincantieri, Riva Trigoso | Tarente        |
| Alpino                 | F594 | ASW     | 23 février 2012  | 13 décembre 2014 | 30 septembre 2016 | Fincantieri, Riva Trigoso | Tarente        |
| Luigi Rizzo            | F595 | GP/LA   | 6 septembre 2013 | 19 décembre 2015 | 20 avril 2017     | Fincantieri, Riva Trigoso | La Spezia      |
| Federico Martinengo    | F596 | GP/LA   | 5 juin 2014      | 4 mars 2017      | avril 2018        | Fincantieri, Riva Trigoso | Tarente        |
| Antonio Marceglia      | F597 | GP/LA   | 12 juillet 2015  | 3 février 2018   | avril 2019        | Fincantieri, Riva Trigoso | Tarente        |
| Spartaco Schergat (it) | F598 | GP/LA   | 13 juillet 2021  | 24 novembre 2023 | 15 avril 2025     | Fincantieri, Riva Trigoso | Tarente        |
| Emilio Bianchi         | F599 | GP/LA   | 10 décembre 2021 | 24 mai 2024      | 28 Novembre 2024  | Fincantieri, Riva Trigoso |                |
|                        |      | EVO     | 03 avril 2025    |                  |                   | Fincantieri, Riva Trigoso |                |
|                        |      | EVO     |                  |                  |                   | Fincantieri, Riva Trigoso |                |

### Marine royale marocaine

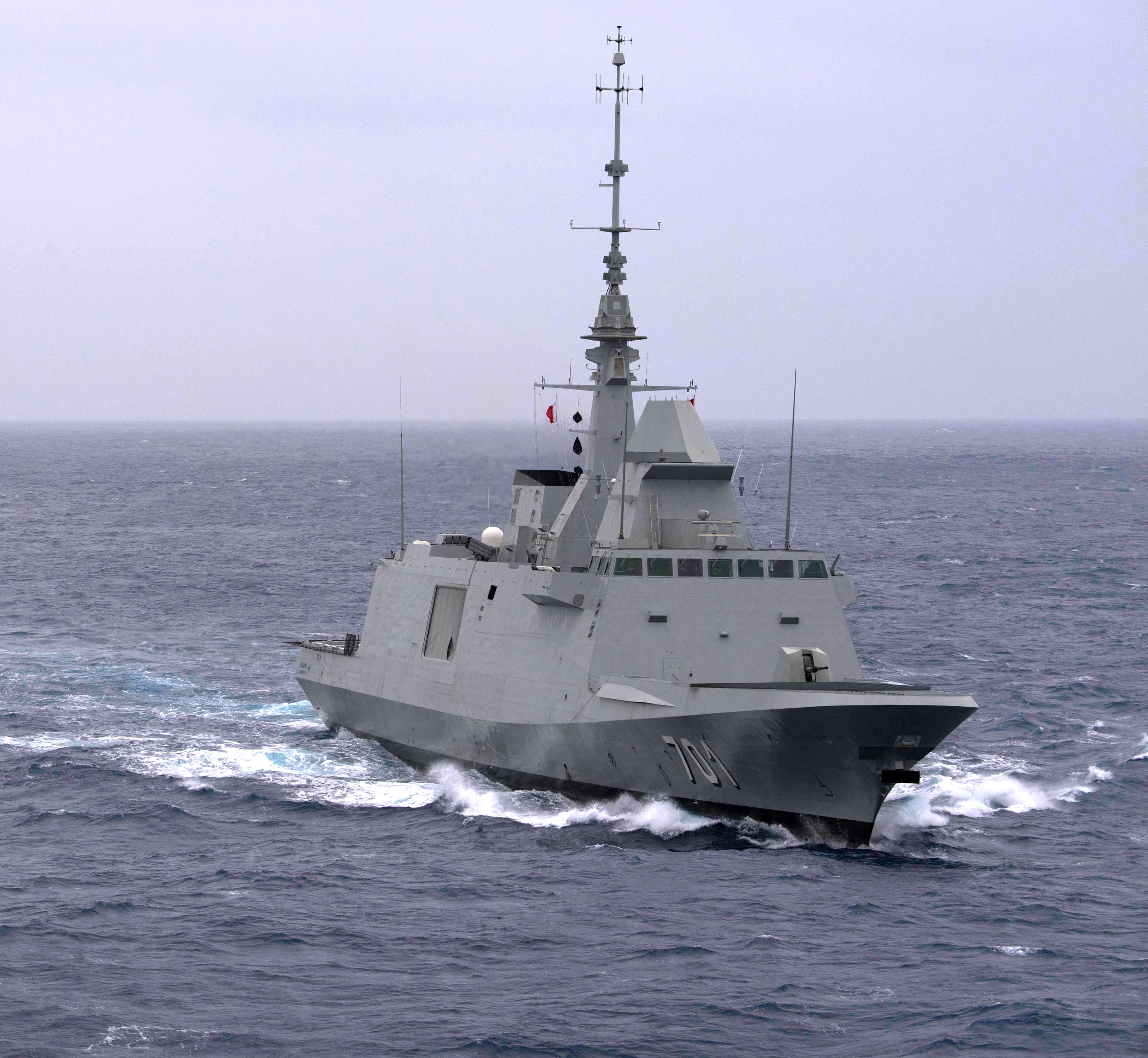
Le Mohammed VI en manœuvre en 2018.

Le Maroc, à l'issue d'un contrat de gré à gré signé le 22 octobre 2007, acquiert une FREMM en version ASM, livrable en 2013 à la Marine royale pour 470 millions d'euros (formation de l'équipage comprise). DCNS a livré ce bâtiment aux autorités marocaines le 30 janvier 2014.
| Nom         | N°  | Version | Construction | Lancement         | Réception       | Mise en service | Chantier naval       | Port d'attache |
| ----------- | --- | ------- | ------------ | ----------------- | --------------- | --------------- | -------------------- | -------------- |
| Mohammed VI | 701 | ASM     | été 2008     | 14 septembre 2011 | 30 janvier 2014 |                 | Naval Group, Lorient | Ksar Sghir     |

### Marine égyptienne
La Marine égyptienne signe le 16 février 2015 un accord pour acquérir une FREMM, en l'occurrence la Normandie initialement destinée à la Marine nationale. Elle est transférée officiellement à l’Égypte le 23 juin 2015. Elle prend en compte deux bâtiments italiens le 31 décembre 2020 et le 16 mars 2021.
| Nom            | N°   | Version | Construction     | Lancement       | Réception        | Mise en service  | Chantier naval        | Port d'attache |
| -------------- | ---- | ------- | ---------------- | --------------- | ---------------- | ---------------- | --------------------- | -------------- |
| Tahya Misr     | 1001 | ASM     | 8 octobre 2009   | 18 octobre 2012 | 23 juin 2015     | 17 mars 2016     | Naval Group, Lorient  | Alexandrie     |
| Al-Galala (en) | 1002 | GP/LA   | 21 décembre 2015 | 26 janvier 2019 | 23 décembre 2020 | 23 décembre 2020 | Fincantieri, Muggiano | Alexandrie     |
| Bernees (en)   | 1003 | GP/LA   | janvier 2018     | 25 janvier 2020 | 13 avril 2021    | 18 avril 2021    | Fincantieri, Muggiano | Alexandrie     |

### Marine indonésienne
Le 10 juin 2021, l'Indonésie annonce la signature d'un contrat avec Fincantieri portant sur la livraison de huit frégates dont six FREMM et deux frégates de la classe Maestrale. Au début de 2024, toutefois, le contrat est encore en cours de négociation, aucun montant ni date n'ayant été communiqués.
| Nom | N° | Version | Construction | Lancement | Réception | Mise en service | Chantier naval        | Port d'attache |
| --- | -- | ------- | ------------ | --------- | --------- | --------------- | --------------------- | -------------- |
|     |    |         |              |           |           |                 | Fincantieri, Muggiano |                |
|     |    |         |              |           |           |                 | Fincantieri, Muggiano |                |
|     |    |         |              |           |           |                 | Fincantieri, Muggiano |                |
|     |    |         |              |           |           |                 | Fincantieri, Muggiano |                |
|     |    |         |              |           |           |                 | Fincantieri, Muggiano |                |
|     |    |         |              |           |           |                 | Fincantieri, Muggiano |                |

## Commercial

### Navires dérivés
Le 30 avril 2020, l'US Navy a annoncé que Fincantieri a remporté un contrat dans le cadre du programme FFG(X) d'une valeur de 795 millions de dollars pour la construction d'un navire tête de série, au chantier naval de Fincantierri Marinette Marine situé à Marinette (Wisconsin),. Le contrat inclut une option pour la construction de 9 navires supplémentaires. Avec cette option, il représenterait une valeur totale de 5,5 milliards de dollars. Le premier bâtiment nommé USS Constellation FFG-62 en octobre 2020 doit être livré en 2029. Le programme subit de forts retards et augmentations des coûts, il ne subsisterait que 15 % de commun avec la FREMM, la Navy ayant modifié propulsion, armement, senseurs et même la coque,.

### Échecs de vente
- Algérie : dès 2006, la marine algérienne réfléchit à l'acquisition de 2 à 3 frégates neuves de 3 000–4 000 tonnes. Celles de la classe Aquitaine[100],[101] y étaient en compétition avec des bâtiments de fabrication russe[102]. Le 28 mai 2008, le ministre des Affaires étrangères algérien Mourad Medelci a annoncé la signature d'un accord d'entraide avec la France en matière de défense, à l'occasion de la visite du Premier ministre français François Fillon, concernant la possible acquisition par l'Algérie de 4 FREMM (2 ASM et 2 AVT)[103],[104], mais en 2012, l'Algérie commande 2 frégates de la classe MEKO-200 de TKMS[105].
- Grèce : le 22 janvier 2009, la marine hellénique annonce une commande de six FREMM pour remplacer un nombre égal de frégates de la classe Elli. Après la crise de la dette du gouvernement grec, ce nombre a été réduit à quatre navires équipés de missiles SCALP Navals ; la France les ayant proposés gratuitement à la Grèce pendant les cinq premières années. L'Allemagne s'est opposée à cet accord en octobre 2011 et aucun accord n'a été signé. Cependant, en février 2013 et lors de la visite officielle du président français, François Hollande, à Athènes, un accord qui comprend la location à long terme de deux frégates FREMM (Normandie et Provence selon les premiers rapports) à la marine grecque est discuté. Le 12 janvier 2018, le quotidien grec Kathimerini a annoncé que le gouvernement grec allait entamer des pourparlers avec la France concernant l'achat de deux frégates FREMM, avec une option pour deux autres. Les contacts entre la Grèce et la France devaient commencer initialement dans le domaine militaire, à partir de février 2018. En avril 2018, le vice-ministre grec de la Défense nationale Fotis Kouvelis déclare qu'un accord entre la France et la Grèce avait été conclu pour un bail de cinq ans de 2 frégates FREMM, qui auraient pu être livrées dès août 2018. Après quelques jours, le 25 avril 2018, le ministre grec de la Défense Panos Kammenos dément toute information concernant l'achat de deux frégates à la France. Finalement, en 2019, la Grèce abandonne tout projet d'achat de FREMM pour acquérir trois nouvelles frégates de défense et d'intervention, fabriquées par Naval Group.
- Canada : en avril 2013, le gouvernement français présente la classe FREMM à Halifax dans l'espoir de la vendre à la Marine royale canadienne pour le projet de combattant de surface à classe unique. DCNS crée alors une filiale au Canada pour adapter les FREMM aux besoins canadiens[106]. En septembre 2017, une variante de la FREMM est proposée directement au ministère de la Défense, dans une tentative de protection de la propriété intellectuelle. Cette offre directe comprend la livraison du premier navire en 2019 si elle est acceptée dans l'année et un prix fixe de 30 milliards de dollars pour les 15 bâtiments, contre 62 milliards de dollars estimés pour le plan de construction navale du maître d'œuvre du gouvernement. En décembre 2017, l'offre est rejetée par les Services publics et Approvisionnement du Canada, invoquant la nature non sollicitée de l'offre comme compromettant la nature juste et concurrentielle de l'approvisionnement ».
- Australie : en avril 2016, le Premier ministre australien confirme que la classe FREMM italienne est l'une des trois frégates présélectionnées pour le remplacement de la frégate de classe Anzac de la Royal Australian Navy. En septembre 2016, Fincantieri signe un contrat pour participer au processus d'évaluation concurrentielle, mené par le ministère de la Défense, pour neuf futures frégates de la Marine royale australienne. En juin 2018, la type 26 de BAE Systems est sélectionnée comme modèle des neuf frégates de la classe Hunter.

### Prospections en cours
- Grèce : la marine hellénique, qui a renoncé à l'acquisition d'unités neuves en 2019, reste très intéressée par les FREMM. En avril 2025, le ministre grec de la Défense, Níkos Déndias, réaffirme son intéret pour les deux dernières frégates italiennes, dont la construction vient de commencer au chantier naval de Riva Trigoso. Les FREMM sont aussi appréciées en tant que modèle de base de l'USS Constellation, que la Grèce veut construire en collaboration avec les États-Unis[107].
- Qatar : le pays envisagerait d'acquérir 3 bâtiments dotés de capacités antiaériennes accrues. DCNS propose une version Extended Range des FREMM affichant 4 000 tonnes et armée notamment de missiles Aster 30 (antiaériens et antibalistiques) et Exocet (mer-mer)[108].
- Brésil : en janvier 2019, le gouvernement italien a fait une offre de deux frégates de la classe Bergamini à la marine brésilienne. Les frégates Spartaco Schergat et Emilio Bianchi en construction pour la Marine italienne, seraient transférées au Brésil pour 1,5 milliard d'euros (6,37 milliards de reais).

D'autres prospects sont en cours de négociation avec l'Arabie saoudite (5 ou 6 unités), en compétition avec une version plus grande et plus puissamment armée de l'USS Freedom (Littoral combat ship) et d'autres marines du Moyen-Orient et d'Asie du Sud-Est.